# Jakub Żywicki
Jakub Żywicki (ur. 26 lipca 1859 w Reszkach, zm. 16 lutego 1939 w Śliwicach) – polski duchowny rzymskokatolicki.

## Życiorys
Urodził się 26 lipca 1859 w Reszkach. W 1881 został absolwentem gimnazjum w pobliskim Wejherowie. Kształcił się w Gryfii, Münster i w Seminarium Duchownym w Monachium. Święcenia kapłańskie otrzymał 25 lipca 1886. Podjął pracę katechety i kapelana w Zakładzie Najświętszej Marii Panny Anielskiej w Kościerzynie (placówki edukacyjnej dla dziewcząt), gdzie później pełnił funkcję radcy i rektora. Otrzymał tytuł honorowego obywatela Kościerzyny. W Zakładzie kościerskim pracował do 1933 i od tego roku posługiwał w Śliwicach. Tam zmarł 16 lutego 1939. Został pochowany na cmentarzu w Kościerzynie.
2 maja 1923 został odznaczony Krzyżem Kawalerskim Orderu Odrodzenia Polski „za zasługi, położone dla Rzeczypospolitej Polskiej na polu pracy obywatelskiej”.